# Língua inhupiaque
O inhupiaque, inupiaque ou inuíte do Alasca (em inhupiaque: iñupiaq, AFI: [iɲupiaq]; também chamado iñupiat, inupiat, iñupiatun e inupiatun) é uma língua da família esquimó-aleúte falada por cerca de duas mil pessoas da etnia inupiate, no norte e noroeste do Alasca e também no noroeste do Canadá.
No Alasca, os falantes do inhupiaque podem ser encontrados principalmente ao longo do litoral ártico da região, desde a ilha Barter até a cidade de Kivalina. Também há falantes do idioma nas vilas em torno do estreito de Bering, nas ilhas Diomedes, na cidade de Teller, na região ao sul da península de Seward e do golfo de Norton. No Canadá, os nativos de innupiaque se concentram apenas em uma pequena região em torno de Inuvik e da vila de Aklavik.
Atualmente, menos de 5% dos inhupiaque com menos de 18 anos de idade demonstram algum grau de fluência no idioma, se comparados com 92% dos idosos (mais de 65 anos) que falam innupiaque fluentemente, o que faz do innupiaque uma língua ameaçada de extinção.

## Etimologia
A palavra innupiaque é um aportuguesamento do endônimo iñupiaq, o qual, por sua vez, vem da junção de duas palavras do próprio idioma: iñuk "pessoa" e piaq, "real, genuíno". Portanto, iñupiaq significa, literalmente, "pessoa genuína". A palavra iñupiaq pode ser utilizada para se referir a uma pessoa da etnia (ele é um iñupiaq) ou como adjetivo (ela é uma mulher iñupiaq). A forma plural, iñupiat, se refere ao povo como um todo.
Também é possível utilizar iñupiatun (iñupiaq + -tun) para se referir à lingua. Aqui, o sufixo -tun significa "como, semelhante a". Então, iñupiatun quer dizer, literalmente, "similar a innupiaque".

## Distribuição

Regiões de cada dialeto do innupiaque: o dialeto do Alasca do norte, em azul, e em violeta o dialeto da península de Seward.

Os falantes de inunpiaque residem em regiões bem distribuídas ao longo do litoral norte e noroeste do Alasca e no noroeste do Canadá. Em geral, o innupiaque é dividido em dois grandes grupos de dialetos: o dialeto do norte do Alasca e o dialeto da península de Seward.

### Dialeto do Norte do Alasca
O dialeto do Alasca do norte inclui o subgrupo do dialeto da Encosta Norte e o dialeto de Malimiut.
- Dialeto da Encosta Norte: falado em povoados como Utqiagvik, Kivalina, Point Hope e Anaktuvuk Pass.[11] O dialeto do innupiaque falado no Canadá, chamado de Uummarmiutun, é considerado um subgrupo dentro do próprio dialeto da Encosta Norte.[13]
- Dialeto de Malimiut: falado em vilas como Unalakleet, Kotzebue, Noatak, Kobuk e Shaktoolik.[11]

### Dialeto da Península de Seward
O dialeto da península de Seward é composto pelo dialeto de Qawiaraq e o dialeto do estreito de Bering.
- Dialeto de Qawiaraq: o Qawiaraq é falado em vilas como Nome, Shaktoolit e Unalakleet.[11][nota 1]
- Dialeto do Estreito de Bering: falado em lugares como Shishmaref, Diomedes Menor e, no passado, na Ilha do Rei. O dialeto da ilha do Rei, contudo, era praticamente incompreensível a outros falantes do inhupiaque, devido ao isolamento geográfico. Por volta de 1966, o povoado inteiro da ilha se mudou para Nome, de forma que as crianças iam para escolas em Nome e mesmo quando chegavam a aprender o idioma, acabavam por aprender outro dialeto.[11]

O inhupiaque está bastante relacionado com o inuctitute, falado no Canadá. Ambas as línguas fazem parte de um contínuo dialetal distribuído ao longo de grande parte do litoral ártico da América do Norte.

## Fonologia
A tabela a seguir inclui os fonemas consonantais presentes na língua inhupiaque.
|                     | Bilabial | Labiodental | Alveolar | Retroflexa | Palatal | Velar | Uvular | Glotal |  |
| ------------------- | -------- | ----------- | -------- | ---------- | ------- | ----- | ------ | ------ |  |
| Plosiva             | p        |             | t        |            | c       | k     | q      |        |  |
| Nasal               | m        |             | n        |            | ɲ       | ŋ     | ɴ*     |        |  |
| Africada            |          |             | t͡ʃ       |            | ʃ       |       |        |        |  |
| Fricativa           |          | v           | s        | ʂ ʐ        |         | x* ɣ  | χ* ʁ   | h      |  |
| Fricativa Lateral   |          |             | ɬ        |            | ɬʲ*     |       |        |        |  |
| Aproximante         |          |             | ɹ*       |            | j       |       |        |        |  |
| Aproximante Lateral |          |             | l        |            |         | ʟ*    |        |        |  |

Apesar de não conter /f/ em sua fonologia convencional, o fonema /v/ pode ser realizado como /f/ se adjacente a uma consoante não vozeada. Não é raro, por exemplo, ouvir nativos pronunciarem qapvik [qapvik] ("carcaju") como [qapfik], utilizando /f/ como alófono de /v/. Processo semelhantes ocorrem com os outros fonemas alófonos, marcados com um asterisco (*).
A tabela a seguir inclui os fonemas vocálicos presentes na língua inhupiaque.
|         | Anterior | Média | Posterior |
| ------- | -------- | ----- | --------- |
| Aberta  | a aː     |       |           |
| Central |          | ə     |           |
| Fechada | i iː     |       | u uː      |

É importante ressaltar que os fonemas /i/ e /ə/ são fonemas distintos, mas realizados igualmente como [i]. Embora os dois tenham se fundido a ponto de os nativos os considerarem a mesma vogal, há evidência que /ə/ permanece um fonema distinto. O fonema /ə/, por exemplo, alterna com /a/ em algumas situações, algo que nunca ocorre com /i/.
Ex.: /atiɣə/ (parca) + /-uraq/ (diminutivo) = /atiɣauraq/ (pequena parca)

## Ortografia
A escrita inhupiaque é baseada em um alfabeto latino modificado. Geralmente é chamado de atchagat, mas por vezes o termo "alfabeto novo" também é usado para se referir a ele. O atchagat foi desenvolvido por Roy Ahmaogak, um nativo de inhupiaque de Wainwright, e Eugene Nida, um linguista afiliado à SIL International.
O alfabeto apresenta variações a depender do dialeto. A tabela a seguir apresenta a versão utilizada no dialeto do norte do Alasca. Há também o nome de cada letra no idioma e a sua pronúncia aproximada.
| Letra | Nome | Pronúncia                                          |
| ----- | ---- | -------------------------------------------------- |
| A a   | a    | [a] como em rastro                                 |
| Ch ch | cha  | [t͡ʃ] como em tchau                                 |
| G g   | ga   | [ɣ] como em fardo, no sotaque carioca              |
| Ġ ġ   | ġa   | [ʁ] como em marte no sotaque carioca               |
| H h   | ha   | [h] como em risada                                 |
| I i   | i    | [i] como em farinha                                |
| K k   | ka   | [k] como em caramelo                               |
| L l   | la   | [l] como em longe                                  |
| Ḷ ḷ   | ḷa   | [ʎ] como em hulha                                  |
| Ł ł   | ła   | [ɬ] sem equivalente em português                   |
| Ł̣ ł̣   | ł̣a   | [ʎ̥] sem equivalente em português                   |
| M m   | ma   | [m] como em máximo                                 |
| N n   | na   | [n] como em sonar                                  |
| Ñ ñ   | ña   | [ɲ] como em vinha                                  |
| Ŋ ŋ   | ŋa   | [ŋ] como em sing, em inglês                        |
| P p   | pa   | [p] como em papel                                  |
| Q q   | qa   | [q] como em coral, porém mais ao fundo na garganta |
| R r   | ra   | [ɹ] como em porta, no sotaque paulista             |
| S s   | sa   | [s] como em passo                                  |
| Sr sr | sra  | [ʂ], sem equivalente em português                  |
| T t   | ta   | [t] como em catavento                              |
| U u   | u    | [u] como em uva                                    |
| V v   | va   | [v] como em vaso                                   |
| Y y   | ya   | [j] como em raio                                   |

## Gramática
O inhupiaque é uma língua polissintética, ou seja, é possível fazer uso de diversos afixos para criar novas palavras a partir de uma primitiva. No exemplo abaixo, nanuq (urso polar) é a palavra inicial. Ao se adicionar a pós-base '-k, obtém-se o radical nannuk- (matar um urso polar), que agora pede uma terminação inflexional. Por fim, adição do sufixo -tuq cria uma palavra nova, um verbo que em português quer dizer "ela matou um urso polar".
nanuq: urso polar
nanuq + '-k → nannuk: matar um urso polar
nannuk + -tuq → nannuktuq: ela/ele matou um urso polar
O radical carrega o significado da palavra, enquanto o sufixo dá informações sobre pessoa e número. As pós-bases são utilizadas entre o radical e o sufixo e modificam a informação do radical, conferindo nuances feitas em português com modificadores como "provavelmente", "prestes a", "de novo", "bom" e "grande", entre muitos outros.

### Substantivos
Não existem gêneros nem artigos no inhupiaque, mas há oito casos gramaticais: absolutivo, ergativo, instrumental, alativo, ablativo, locativo, perlativo, similativo. Além disso, existem três flexões de número: singular, dual e plural.
| CasoNúmero | Absolutivo | Ergativo      | Instrumental | Alativo | Ablativo | Locativo | Perlativo | Similativo |
| ---------- | ---------- | ------------- | ------------ | ------- | -------- | -------- | --------- | ---------- |
| Singular   | -∅         | -m (-im, -um) | -mik         | -mun    | -miñ     | -mi      | -kun      | -tun       |
| Dual       | -k         | -k            | '-ŋnik       | '-ŋnun  | '-ŋniñ   | '-ŋni    | '-kkun    | '-ktun     |
| Plural     | -t/-ich    | -t/-ich       | -nik         | -nun    | -niñ     | -ni      | -tigun    | -titun     |

#### Absolutivo
O caso absolutivo indica o sujeito de um verbo intransitivo e o objeto direto de um verbo transitivo. Todos os nomes próprios se dão no caso absolutivo.
Abaixo estão alguns exemplos de substantivos em suas formas absolutivas no singular, dual e plural, bem como frases exemplo utilizando o absolutivo:
|        | Singular | Dual    | Plural  | Exemplo             | Tradução                  |
| ------ | -------- | ------- | ------- | ------------------- | ------------------------- |
| mulher | aġnaq    | aġnak   | aġnat   | Aġnaq ikayuqtuq.    | A mulher está ajudando.   |
| carro  | qamun    | qamutik | qamutit | Qamun nutqaqtuq.    | O carro parou.            |
| tenda  | tupiq    | tuppak  | tupqit  | Tautukkikka tuppak. | Eu vejo as (duas) tendas. |

Substantivos no absolutivo podem ser possuídos. A posse do absolutivo no inhupiaque é indicada de acordo com as seguintes terminações:
|           |         |        | Possuído | Possuído   | Possuído |
| Singular  | Dual    | Plural |          |            |          |
| --------- | ------- | ------ | -------- | ---------- | -------- |
| Possuidor | 1ª      | s      | -(g)a    | -(k)ka     | -tka     |
| Possuidor | 1ª      | d      | -kpuk    | -vuk       | -vuk     |
| Possuidor | 1ª      | p      | -kput    | -vut       | -vut     |
| Possuidor | 2ª      | s      | -n/iñ    | '-(k)kiñ   | -tin     |
| Possuidor | 2ª      | d      | -ksik    | -sik       | -sik     |
| Possuidor | 2ª      | p      | -ksi     | -si        | -si      |
| Possuidor | 3ª      | s      | -ŋa      | -ŋik       | -ŋi(t)   |
| Possuidor | 3ª      | d      | -ŋak     | -ŋik       | -ŋik     |
| Possuidor | 3ª      | p      | -ŋat     | -ŋit       | -ŋit     |
| Possuidor | 3ª ref. | s      | -ni      | (dual) -ni | -ni      |
| Possuidor | 3ª ref. | d      | -ktik    | -tik       | -tik     |
| Possuidor | 3ª ref. | p      | -ktiŋ    | -tiŋ       | -tiŋ     |

Os sufixos da categoria "3ª ref." indicam que o possuído possui uma relação reflexiva com o sujeito da frase. Compare:
- Posse reflexiva: Rachel-ŋum qianiġai qitunġaurani — Rachel chorou pelos seus (de Rachel) filhos.
- Posse geral: Kisiḷḷugich iñugiaktilaaŋat taapkua agaayuruat tarani — Conte o número dos que estão rezando ali.

#### Ergativo
No inhupiaque o caso ergativo é utilizado para marcar o sujeito de um verbo transitivo (agente) e para marcar o possuidor de outro substantivo (caso genitivo).
|        | Singular | Dual   | Plural | Exemplo                         | Tradução                    |
| ------ | -------- | ------ | ------ | ------------------------------- | --------------------------- |
| mulher | aġnam    | aġnak  | aġnat  | Aġnam ikayuġaa.                 | A mulher está ajudando ele. |
| homem  | aŋutim   | aŋutik | aŋutit | Aŋutim qimmiŋa ou Aŋutim qimmia | O cachorro do homem.        |

Repare que as formas dual e plural no ergativo são idênticas às formas correspondentes no absolutivo, exceto pela função da cada uma.
As palavras no ergativo também podem ser possuídas. A seguir, as terminações de posse para o caso ergativo:
|           |         |        | Possuído | Possuído       | Possuído      |
| Singular  | Dual    | Plural |          |                |               |
| --------- | ------- | ------ | -------- | -------------- | ------------- |
| Possuidor | 1ª      | s      | -gma     | (dual) -ma     | -gma          |
| Possuidor |         | d      | -mnuk    | -mnuk          | -mnuk         |
| Possuidor |         | p      | -pta     | -pta           | -pta          |
| Possuidor | 2ª      | s      | -kpit/ñ  | (dual) -kpit/ñ | -kpit/ñ       |
| Possuidor |         | d      | -vsik    | -vsik          | -vsik         |
| Possuidor |         | p      | -vsi     | -vsi           | -vsi          |
| Possuidor | 3ª      | s      | -ŋata    | -ŋiksa         | -ŋi(t) ou -it |
| Possuidor |         | d      | -ŋakta   | -ŋiksa         | -ŋiksa        |
| Possuidor |         | p      | -ŋatta   | -ŋisa          | -ŋisa         |
| Possuidor | 3ª ref. | s      | -mi      | (dual) -mi     | -ni           |
| Possuidor |         | d      | -mik     | -mik           | -mik          |
| Possuidor |         | p      | -miŋ     | -miŋ           | -miŋ          |

Exemplos:
- Aakagma¹ nukaaluŋata² tautuktaa — O irmão mais novo da² minha¹ mãe viu aquilo.
- Aakagma¹ igluŋata² upkuaŋa kaviqsuq — A porta da casa da² minha¹ mãe é vermelha.

#### Outros casos gramaticais
Os casos restantes do inhupiaque têm função análoga à das preposições em português. O instrumental marca o objeto indireto de um verbo, o instrumento com o qual uma ação é feita ou a maneira como ela é realizada; o locativo indica o local; o alativo indica o objetivo da ação; o ablativo indica a origem ou a fonte da ação; o perlativo indica a rota, o meio ou a causa de uma ação e o similativo indica comparação de semelhanças.

### Pronomes pessoais
A tabela seguinte mostra as declinações dos pronomes pessoais do inhupiaque:
|                               | Absolutivo      | Ergativo          | Instrumental          | Locativo            | Alativo               | Ablativo              | Perlativo                 | Similativo                |
| ----------------------------- | --------------- | ----------------- | --------------------- | ------------------- | --------------------- | --------------------- | ------------------------- | ------------------------- |
| 1ª sing. (eu)                 | uvaŋa           | uvaŋa             | uvamnik               | uvamni              | uvamnun               | uvamniñ               | uvapkun                   | uvaptun                   |
| 1ª dual (nós dois)            | uvaguk          | uvaguk            | uvaptignik            | uvaptigni           | uvaptignun            | uvaptigniñ            | uvaptikkun                | uvaptiktun                |
| 1ª plural (nós)               | uvagut          | uvagut            | uvaptinnik            | uvaptinni           | uvaptinnun            | uvaptinniñ            | uvaptigun                 | uvaptiktun                |
| 2ª sing. (você)               | ilviñ           | ilviñ             | ilignik               | iligni              | ilignun               | iligniñ               | ilikkun                   | iliktun                   |
| 2ª dual (vocês dois)          | ilivsik         | ilivsik           | ilivsigñik            | ilivsigñi           | ilivsigñun            | ilivsigñiñ            | ilivsikkun                | ilivsiktun                |
| 2ª plural (vocês)             | ilivsi          | ilivsi            | ilivsiññik            | ilivisiññi          | ilivsiññun            | ilivsiññiñ            | ilivsigun                 | ilivsisun                 |
| 3ª sing. (ele/ela)            | ilaa            | ilaan ou ilaata   | ilaanik               | ilaani              | ilaanun               | ilaaniñ               | ilaagun                   | ilaatun                   |
| 3ª dual (eles dois/elas duas) | iliŋik          | iliŋiksa          | iliŋigñik             | iliŋigñi            | iliŋigñun             | iliŋigñiñ             | iliŋikkun                 | iliŋiktun                 |
| 3ª plural (eles/elas)         | iliŋit          | iliŋisa ou ilaisa | iliŋiññik             | iliŋiññi            | iliŋiññun             | iliŋiññiñ             | iliŋisigun                | iliŋisitun                |
| 3ª sing. reflexivo            | ilimi ou inmi   | ilimi ou inmi     | ilimiñik ou inmiñik   | ilimiñi ou inmiñi   | ilimiñun ou inmiñun   | ilimiñiñ ou inmiñiñ   | ilimigun ou inmigun       | ilimisun ou inmisun       |
| 3ª dual reflexivo             | ilimik ou inmik | ilimik ou inmik   | ilimignik ou inmignik | ilimigni ou inmigni | ilimignun ou inmignun | ilimigniñ ou inmigniñ | ilimikkun ou inmikkun     | ilimiktun ou inmiktun     |
| 3ª plural reflexivo           | inmiŋ           | inmiŋ             | ilimiŋnik ou inmiŋnik | ilimiŋni ou inmiŋni | ilimiŋnun ou inmiŋnun | ilimiŋniñ ou inmiŋniñ | ilimiktigun ou inmiktigun | ilimiktitun ou inmiktitun |

O instrumental aplicado a pronomes pessoais possui um sentido de "por conta própria", como nas frases abaixo:
- Uvamnik savaktaġa — Eu trabalhei nisso (sozinho).
- Iliŋnik piuŋ — Faça você mesmo.
- Ilimiñik isaktaa — Ele pegou isso por conta própria.

Por outro lado, quando usado em pronomes reflexivos da terceira pessoa, o caso similativo indica "por vontade própria". Exemplos:
- Ilimisun qamiruaq — Isso parou de funcionar sozinho.
- Inmisun aŋmaqtuaq — Aquilo se abriu por conta própria.
- Katchi ilimisun aatchaqtuq — A parede rachou sozinha.

### Pronomes demonstrativos
Os pronomes demonstrativos do inhupiaque especificam as seguintes características: 1) visível ou não-visível (ao falante), 2) compactação espacial e 3) distância física.
- Visibilidade: diz respeito a se uma pessoa, item ou local está visível para quem fala ou não. Itens ou locais não visíveis não são subdivididos ainda mais em restritos ou extensos (ver explicação abaixo), enquanto itens e locais visíveis são. Podemos então considerar o parâmetro "restrito/extenso" como um sub-parâmetro de visibilidade.[30]
- Compacidade espacial: classifica-se os itens em "extensos" (espacialmente espalhados) ou "restritos" (espacialmente compactos). Esse parâmetro também pode fazer a distinção estacionário/em movimento, mas não de uma forma simples. Por exemplo, um cachorro correndo em um pequeno cercado fechado seria considerado restrito, enquanto um cachorro correndo em volta de uma vila seria extenso. Em resumo, objetos se movendo em regiões extensas são extensos, enquanto objetos ou pessoas se movendo em espaços pequenos são restritos.[30]
- Distância física: esta categoria se refere à distância física ou temporal aos interlocutores. Fatores como proximidade ao falante e ao ouvinte, se o local é fechado ou aberto, se o local está no mesmo plano horizontal que o centro deítico (acima ou abaixo), entre outros, são levados em conta nessa classificação.[30]

Na tabela abaixo estão dispostos os pronomes demonstrativos básicos do inhupiaque em suas formas absolutivas:
|                                    | Visível | Visível | Não visível |
| Restrito                           | Extenso |         | Não visível |
| ---------------------------------- | ------- | ------- | ----------- |
| perto do falante                   | una     | manna   | -           |
| longe do falante, perto do ouvinte | taamna  | -       | -           |
| longe do falante e do ouvinte      | iñña    | amna    | amna        |
| lá em cima                         | pikña   | paŋna   | pakimna     |
| lá embaixo                         | kanna   | unna    | samna       |
| lá dentro                          | kimña   | qamna   | qamna       |
| lá fora                            | kiŋña   | qaŋna   | qakimna     |
| perto da porta                     | uŋna    | -       | -           |
| fora através porta                 | -       | -       | sakimna     |
| através dali                       | ikña    | aŋna    | akimna      |
| ali atrás                          | piñña   | pamna   | pamna       |
| passado remoto                     | imña    | -       | -           |

### Verbos
No inhupiaque, não existe marcação de tempo bem definida. Contudo, é possível marcar nos verbos se uma ação já foi realizada ou não. Também é possível utilizar advérbios para deixar mais clara a intenção do falante. A ausência de marcações pode indicar passado, presente ou futuro, a depender do contexto. Normalmente, interpreta-se verbos não marcados como verbos no presente.
1. Uqaqsiitigun uqaqtuguk.
telefone falar-dual.indicativo
Nós (dois) falamos ao telefone.
2. Iġñivaluktuq                                          aakauraġa    uvlaakun.
parir-provavelmente-3ª sg. indicativo   irmã              amanhã
Minha irmã provavelmente vai dar à luz amanhã.

A frase 1 pode ser passado, presente ou futuro, dependendo do contexto. A sentença 2 é interpretada como futuro por conta do advérbio uvlaakun (amanhã).
Os modos verbais são divididos em independentes e dependentes. Para cada um deles existem marcadores (sufixos) que os distinguem dos demais. Tais marcadores podem ser utilizados para indicar se o falante está fazendo uma pergunta, uma afirmação, um pedido, uma ordem e também podem indicar possibilidade, incerteza, condição etc.

#### Modos independentes
Os verbos independentes indicam a ação principal. Os modos independentes são: o interrogativo, o indicativo, o particípio, o kiisaimmaa, o imperativo e o optativo.
- Interrogativo: utilizado para fazer perguntas.

- Indicativo: marca eventos no presente.
- Particípio: expressa eventos no passado.
- Kiisaimmaa: indica atos finais ou últimos eventos.
- Imperativo: usado para expressar ordens.
- Optativo: é usado para expressar um pedido ou uma sugestão, mas também pode ser usado para perguntas, utilizando uma entonação final ascendente.

#### Modos dependentes
Os verbos dependentes indicam como, quando ou por que a ação principal indicada por um verbo independente é realizada. O modos dependentes incluem o subordinativo, o contemporativo, o precessivo, o concessivo, o condicional, o consequencial, o sucessivo e o habitual.
- Subordinativo: confere sentido semelhante ao gerúndio em português (fazendo, falando, dormindo etc.)
- Contemporativo: expressa simultaneidade entre eventos (enquanto)
- Precessivo negativo: expressa a ideia de (não) antes que ou sem que
- Concessivo: expressa concessão (ainda que, mesmo que, embora).
- Condicional: expressa condição (se, quando, se em algum momento)
- Consequencial: expressa consequências habituais de uma ação (toda vez que, sempre que, quando).
- Sucessivo: expressa sucessão de eventos (depois de [verbo] por um tempo).
- Habitual: expressa hábitos ou costumes (costumeiramente, tradicionalmente, via de regra, quando alguém [verbo]).

Os modos dependentes ainda se subdividem em dois aspectos, o realizado e o não realizado. O aspecto realizado indica que a ação do verbo dependente já foi terminada, enquanto o aspecto não realizado indica que a ação ainda está por ser completada.

### Sentenças
O inhupiaque é uma língua de alinhamento morfossintático ergativo-absolutivo. Além disso, não existe uma ordem fixa para as palavras em sentenças. O uso de terminações especiais é que indica a função sintática de cada palavra nas frases.

## Vocabulário

### Parentesco
A tabela a seguir mostra alguns termos de parentesco em inhupiaque:
| Parentesco                                                 | Tradução                       |
| ---------------------------------------------------------- | ------------------------------ |
| iḷummiq                                                    | trisavô/trisavó ou trisneto(a) |
| amau ou amauluk                                            | bisavo/bisavó ou bisneto(a)    |
| ataata                                                     | avô ou tio-avô                 |
| aana                                                       | avó ou tia-avó                 |
| tutik ou tutaaluk ou tutitchiaq ou iñġutaq ou iḷuttałiuraq | neto                           |
| aŋak ou akkaaka                                            | tio                            |
| atchak ou ayaaluk                                          | tia                            |
| nuaġaaluk                                                  | sobrinho(a) (de uma mulher)    |
| uyuġu                                                      | sobrinho(a) (de um homem)      |
| aaka                                                       | mãe                            |
| aapa                                                       | pai                            |
| iġñiq                                                      | filho                          |
| panik                                                      | filha                          |

### Números
A lista abaixo apresenta alguns números em inhupiaque:
| 1 – atausiq          | 9 – quliŋuġutaiḷaq   | 17 – akimiaq malġuk   | 25 – iñuiññaq tallimat         | 60 – piŋasukipiaq       |
| 2 – malġuk           | 10 – qulit           | 18 – akimiaq piŋasut  | 26 – iñuiññaq itchaksrat       | 70 – piŋasukipiaq qulit |
| 3 – piŋasut          | 11 – qulit atausiq   | 19 – iñuiññaŋŋutaiḷaq | 27 – iñuiññaq tallimat malġuk  | 80 – sisamakipiaq       |
| 4 – sisamat          | 12 – qulit malġuk    | 20 – iñuiññaq         | 28 – iñuiññaq tallimat piŋasut | 90 – sisamakipiaq qulit |
| 5 – tallimat         | 13 – qulit piŋasut   | 21 – iñuiññaq atausiq | 29 – iñuiññaq quliŋuġutaiḷaq   | 100 – tallimakipiaq     |
| 6 – itchaksrat       | 14 – akimiaġutaiḷaq  | 22 – iñuiññaq malġuk  | 30 – iñuiññaq qulit            | 1,000 – kavluutit       |
| 7 – tallimat malġuk  | 15 – akimiaq         | 23 – iñuiññaq piŋasut | 40 – malġukipiaq               |                         |
| 8 – tallimat piŋasut | 16 – akimiaq atausiq | 24 – iñuiññaq sisamat | 50 – malġukipiaq qulit         |                         |

Os vinte numerais de Kaktovik

Note que, diferentemente do português, que usa base dez, este sistema de numeração utiliza a base vinte com sub-base cinco para contagem. Por conta dessa diferença, foi criado um conjunto de algarismos que melhor se adequasse ao idioma, os numerais de Kaktovik.

## Menções
- Os numerais de Kaktovik já foram mencionados uma vez na Olimpíada Brasileira de Linguística, na edição Kytã.[39]
- No jogo RuneScape há um personagem chamado Nanuq, que significa "urso polar" em inhupiaque.[40][19]